# Sant'Agostino che sfoglia un libro
Sant'Agostino che sfoglia un libro è un dipinto a olio su tela di Jusepe de Ribera detto "Spagnoletto". È conservato presso la Galleria Regionale del Palazzo Abatellis di Palermo. Proviene dalla collezione del barone Gabriele Ortolani di Bordonaro, principe di Torremuzza.